# 萬物生機
《萬物生機》（英語：Wonders of Life）是一套5集電視系列紀錄片，由物理學家布萊恩·考克斯教授主持。本系列由英國廣播公司和中國中央電視台紀錄頻道共同製作，2013年1月27日晚上9時（UTC+0）在英國廣播公司第二台首播。2013年9月在CCTV-9《寰宇视野》栏目中播出。香港無綫電視於2013年6月26日晚上9時半（UTC+8）及2013年12月15日晚上7時（UTC+8）分別在明珠台及高清翡翠台以廣東話及英語雙語播放。

## 每集內容

### 1.What is Life?
布萊恩·考克斯教授到東南亞旅行，去看生命如何在地球上開始，和能量的流動如何創造和支持生命。
在本集中，布莱恩教授拜访了著名的“环太平洋火山带”（Ring of Fire）的东南亚地区。在这个世界上火山活动最活跃的地方，他检验了生与死的一线之隔并提出了最古老的问题：什么是生命？传统的答案往往牵涉到神灵；这在菲律宾山区每年的“亡灵节”（Day of the Dead）庆祝仪式中可见一斑。
布莱恩教授提出了另外一个答案，一个与宇宙中的能量流动关联起来的答案：生命并不是一个“事物”；它是一个化学过程，这个过程利用了在宇宙中流动的能量并通过DNA的精妙化学运作而代代相传。与神秘的说法相去甚远，生命的出现也许可以看作是物理学定律的必然结果。

### 2.Expanding Universe
在第二集裏，布萊恩到美國去，展示科學定律如何使感覺官能有可能出現。
在美国繁茂的自然历史中，布莱恩教授遇见了许多令人叹为观止的动物；它们揭示了各种感觉是如何进化的。
地球上的每种动物使用各自拥有的独特的感官来探知周围的物理环境，以不同的方式经历着周围的世界。追随这些机制的进化是一个带我们走过生命演化历程的故事：从单细胞生物到更复杂的灵性生物。布莱恩教授发现，经过38亿年的时间，这些感官促使着生命向不同的方向发展并且最终导致了人类的好奇心和智力的出现。终究是我们的感官使得我们能够仰望星空，探索这不断扩张的宇宙，并理解它的起源。

### 3.Endless Forms Most Beautiful
布萊恩到非洲和馬達加斯加去，分析為何地球是一個肥沃的地方，和它如何使複雜的生命有可能存在。
整个宇宙几乎没有生命的迹象。地球，这个我们称为“家园”的星球，乍看起来似乎违反了自然规律：它拥有着各种颜色、形态和大小的生命。没有人能够确切地知道到2013年为止存活着的物种有多少；我们最好的猜测是将近8千7百万。在这一集中，布莱恩教授提问到，在一个由物理学和化学定律统治的宇宙中，一个星球（地球）是如何能够产生这么多无与伦比的生物的。

### 4.Size Matters
在第四集，布萊恩在澳洲，看生命的體積如何影響每一種植物和動物、及其壽命。
在这一集中，布莱恩教授环游澳大利亚来探询关于生命规模的物理学规律。一个生物体的尺寸不仅仅决定了哪些自然作用会影响到它的生命，也决定了它的“生命速度”。南部澳大利亚的渺小的弯翼蝙蝠以极快的速度丧失热量，使得它们每天挣扎着找到足够的食物来存活。然而随着生物体的尺寸变大，新陈代谢的速度缓慢下来；这对于生物体的寿命有着深远的影响。

### 5.Home
就人类现有知识所言，地球是宇宙中存在生命仅有的一个地方。然而这个特性将会保持多久呢？天文学家正在接近发现其他类地星球。布莱恩教授思考了为什么生命在这里生根、而什么是使得太空中的一块石头转变成生机勃勃的星球所需要的成分。

## 商品
區碼2的DVD-Video和藍光光碟在2013年3月4日公開發售。
Andrew Cohen和布萊恩·考克斯教授撰寫了一本關於本系列的書，這本書在2013年1月24日出版。

## 外部連結
- 在央视网观看《生命的奇迹》（仅限位于中国大陆）

- 無綫電視高清翡翠台上《萬物生機 （页面存档备份，存于）》的資料
- 在BBC Programmes了解《萬物生機》（英文）

- 互联网电影数据库（IMDb）上《萬物生機》的资料（英文）